# Bitka kod Ipsa
Bitka kod Ipsa, vođena 301. pr. Kr., bila je važan dio međusobnih ratova dijadoha. Kod Ipsa u Frigiji sukobili su se Antigon i njegov sin Demetrije I. Poliorket s koalicijom koju su činili Kasandar, Lizimah i Seleuk (prema Plutarhu). Obje strane raspolagale su vojskom od više desetaka ljudi i borbenim slonovima. Demetrije je odsječen od oca koji je u bitci poginuo u starosti od 81 godine. 
Ovom bitkom završio je zadnji pokušaj održanja jedinstva Aleksandrovog carstva pod jedinstvenim vodstvom (Antigonovim). Demetrije je pobjegao, dok je Lizimah povećao područje pod svojim utjecajem. Ptolomej I. (koji nije sudjelovao u ovoj bitci) dobiva Palestinu kao i dio južne obale Male Azije.

## Vanjske poveznice
- (engl.) Ips u Wiki Classical Dictionary  Arhivirana inačica izvorne stranice od 23. lipnja 2008. (Wayback Machine)
- (engl.) Članak u Livius.org  Arhivirana inačica izvorne stranice od 29. siječnja 2013. (Wayback Machine)